# サンディ・チークス
サンディ・チークス（英: Sandra Jennifer "Sandy" Cheeks）は、『スポンジ・ボブ』に登場するキャラクター。彼女は保護スーツを着て水中に住む擬人化されたリスである。原語版では、キャロリン・ローレンスが演じている。日本語版はシーズン1からシーズン3の第12話までは小木曽祐子が担当後、シーズン3の第16話から松浦チエが、韓国語版はウ・ジョンシンが声を当てている。日本語版韓国語EBS版の前期から中期まではチェ・ドクヒが、チェヌンTV版はチン・ヨンが声を当てていた。1999年5月1日に放送されたエピソード「水がない!」で初めて登場。

## 説明
『水がない！』から登場したスポンジ・ボブの友達であるリスの女の子。ドーム型の家に住んでいる。一人称は「私」または「アタシ」。「地上でできることは全てやった」ことが理由で、テキサス州からビキニタウンに引っ越してきた。そのため原語版ではテキサス訛りで話し（吹替版では特に方言や訛りもない標準語）、自前の潜水艦にはテキサス風の装備が搭載されている。賢い科学者で、バナナ剥きのロボットやロケットを開発している。ツリードームエンタープライズ社から20年契約でスポンサードされている。ビキニタウンの知恵袋として知られている。一度、陸の生き物が海の生き物より偉いことを証明させるために、スポンジ・ボブたちと対戦したことがある。スポンジ・ボブやパトリックにはたまに迷惑をかけられることがある（『破壊の天才』など）が、二人のことは友達とみており仲は良い。ツッコミ役だが、科学や勝負事が絡むと暴走することがあり、その際にはスポンジ・ボブにツッコまれたり呆れられたりしている。イカルドと同様にメインキャラクターの中では極めて常識的な人物であるが、イカルドと違って出番は比較的少ない傾向にある。
冒険やスリリングなことが好き。外に出る時は潜水服（宇宙飛行士のような衣装）を着る。毛皮は着脱可能で、シャワーを浴びる際は毛皮を脱いでいる。科学者だが空手の名手でもあり、格闘技系にはかなり強く、岩を丸ごと破壊したり、筋肉を肥大化させたり超能力を使用することもできる。ギャグシーンのみではあるが、歯で岩も削ることができる。リスの習性ゆえ冬になると冬眠するが、その時はかなりの巨漢になっている上、非常に寝起きが悪い。故郷と地上を誇りにしており、テキサスの悪口を言う人を許さない。一度ホームシックになって地上のテキサスへ帰ろうとしたことがある。正義感が強く、イカルドやカーニがスポンジ・ボブを騙した際は彼を懲らしめている。前述のことからスポンジ・ボブのガールフレンドのような存在とされていることもあり、『スポンジ・ボブの真実』ではスポンジ・ボブと（芝居の中であるが）結婚したことが語られている。家族は居らず、一人暮らしで生活をしている。親戚では、長女譲りな実父と姉譲りな実弟が2人いるらしい。『いとこのスタンリー』では、スコットランド風の格好をした弟のフリックが一度登場し、『世界記録に挑戦!』はウッドチャックの従兄弟がさらに登場しているエピソードもあった。『結婚記念日プレゼント』のシーンでは海の中でヘルメットに穴が開くシーンがある。続柄関係は姉、長女（原作のみ）、従姉、妹もしくは次女と叔母（姉と姉の子供である姪っ子が登場した時のみ）。

## 開発

### 声優

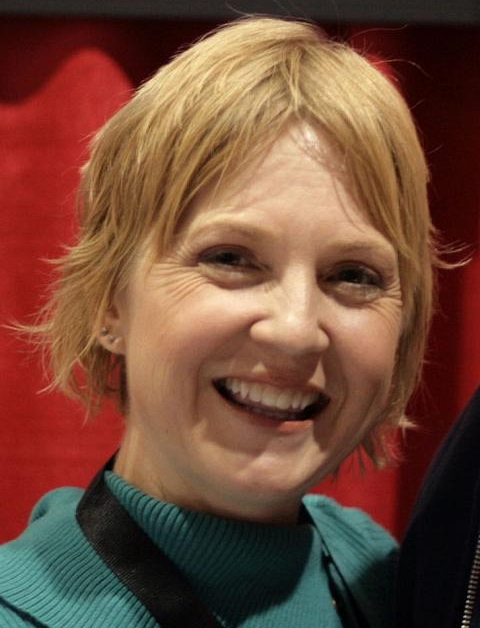
サンディ・チークスの声は、キャロリン・ローレンスがあてている。

サンディ・チークスの声はキャロリン・ローレンスがあてている。キャロリン・ローレンスは、ロサンゼルスのロスフェリズにいた際に、サンディ・チークスの役割を引き受けた。彼女は歩道でキャスティングディレクターのドナ・グリロに会った。キャロリン・ローレンスはドナ・グリロを知っている友人と一緒であった。そして彼女は「キャロリン・ローレンスは面白い声を持っている」と言った。ドナ・グリロはキャロリン・ローレンスをオーディションに連れて行き、彼女はその役割を引き受けた。
キャロリン・ローレンスは録音をする前、クルーが絵コンテを送る時に準備をした。彼女は、「私は絵コンテが大好きです。脚本を読むだけでなく、アーティストが何を考えているかを実際に見ることができます。それは素晴らしい方法であり、そのように作業できることをとても幸運に感じています!テープに記録する前に、自分の中で脚本を生き生きとさせたいと思います。」と説明した。